# 津田遠江長光
津田遠江長光（つだとおとうみながみつ）は、鎌倉時代に作られたとされる日本刀（太刀）である。長船長光の代表作のひとつ。日本の国宝に指定されており、愛知県名古屋市の徳川美術館所蔵。

## 概要

### 刀工および名前の由来
鎌倉時代に備前で活躍した長船派（おさふねは）の刀工・長光により作られた太刀である。長光は長船派の祖として知られる光忠の実子とされており、初期は光忠とよく似た非常に華やかな刃文（はもん）を焼く一方、晩年になると落ち着いた作風へと変貌するなど時期によって作風が異っている。本作は長光の初期作の典型かつ代表作として知られており、同じく初期作の典型として国宝である大般若長光（東京国立博物館収蔵）とは最高傑作の双璧をなすといわれている。古刀期の中でも在銘作が多い刀工とも知られている。なお、長光はすべての刀工の中で国宝・重要文化財に指定されている作品がもっとも多い刀工であり、6口が国宝、33口が重要文化財に指定されている。
津田遠江長光の名前の由来は、かつて明智光秀に仕えた家老の一人である津田遠江守重久が所持していたことによる。元々は織田信長の所有であり安土城にて保管されていたが、本能寺の変によって明智の軍勢が安土城を攻め落とした際に本作が収奪され、津田が褒美として与えられたものとされている。後に山崎の戦いにて主君である光秀が敗れると重久は高野山へ逃れていたが、後に罪を赦され三百石にて豊臣秀吉に仕えた。次いで秀吉の甥であり後継者と目されていた秀次付きとして三千石で召し抱えられ、1594年（文禄3年）には豊臣姓をゆるされて遠江守を受領するに至るが、翌1595年（文禄4年）には秀次が自害したことを受けて再び浪人となる。

### 加賀前田家から徳川将軍家へ
1596年（文禄5年）には当時越中富山城主であった前田利長に召し抱えられる。重久は前田家にて後に五千五百石を給せられるとともに、1603年（慶長8年）には大聖寺城代まで累進した。所蔵元の徳川美術館の見解では、これらの関係によって津田家から加賀金沢藩第3代藩主利常へ献上されたものされている。1708年（宝永5年）11月に第4代藩主綱紀の代には、嫡男である吉徳の正室として徳川幕府第5代将軍徳川綱吉の養女である松姫を迎えるに合わせて本作が降嫁の返礼として贈られることになった。本作を本阿弥光忠の許へ送って金二百枚の折紙を付けた上で、同じく名物である乱光包とともに11月30日に綱吉に献上された。

### 尾張徳川家所有以降
1709年（宝永6年)5月23日には、尾張徳川家第4代藩主である吉通が自国の領地である名古屋への帰国挨拶を行うため江戸城へ登城した際に、その帰国祝いとして第6代将軍家宣から拝領した。以降は明治維新後まで尾張徳川家に伝来した。1941年（昭和16年）9月24日付けで徳川黎明会の所有名義にて重要美術品に認定される。1953年（昭和28年）11月14日には重要文化財に指定され、1954年（昭和29年）3月20日には国宝に指定される。指定名称は「太刀 銘長光（名物遠江長光）」。2000年時点での所有者は東京都豊島区の徳川黎明会で、所蔵者は同法人が運営する愛知県名古屋市の徳川美術館である。

## 作風

### 刀身
刃長（はちょう、切先と棟区の直線距離）は71.8センチメートルがある。造込（つくりこみ）は鎬造（しのぎつくり、平地<ひらじ>と鎬地<しのぎじ>を区切る稜線が刀身にあるもの）であり、棟は庵棟（いおりむね、刀を背面から断面で見た際に屋根の形に見える棟）となっている。反り（切先から鎺元まで直線を引いて直線から棟が一番離れている長さ）は2.1センチメートルあり、腰反り（反りが一番大きいポイントが鎺元に近い位置にあること）となっている。切先（きっさき、刃の先端部分）は猪首切先（いくびきっさき、先幅は大きいが長さが短いこと））である。
鍛えは、小板目（こいため、板材の表面のような文様のうち細かく詰まったもの）が詰んで強く、淡い乱れ映り（刀身に光をかざしてみたときに乱れの様にみえること）がある。
茎（なかご、柄に収まる手に持つ部分）長は17.3センチメートルあり、目釘孔は4個(うち１つは埋める)。2寸5分ほど磨上(すりあげ、銘が残る程度に茎を短く仕立て直すこと)を施しており、茎尻（なかごじり）は栗尻（くりじり、栗の様にカーブがかっていること）である。佩表（はきおもて）には「長光」と鮮明に刻まれている。